# Пасічне (Полтавський район)
Па́січне — село в Україні, у Новосанжарській селищній громаді Полтавського району Полтавської області. Населення становить 227 осіб. До 2020 орган місцевого самоврядування — Супротивнобалківська сільська рада.

## Географія
Село Пасічне знаходиться на лівому березі річки Великий Кобелячок, вище за течією на відстані 3,5 км розташоване село Паськівка, нижче за течією на відстані 0,5 км розташоване село Горобці. Селом протікає пересихаючий струмок з загатою.

## Історія
12 червня 2020 року, відповідно до розпорядження Кабінету Міністрів України № 721-р «Про визначення адміністративних центрів та затвердження територій територіальних громад Полтавської області», село увійшло до складу Новосанжарської селищної громади.
19 липня 2020 року, в результаті адміністративно - територіальної реформи та ліквідації Новосанжарського району, село увійшло до складу новоутвореного Полтавського району Полтавської області.

## Галерея

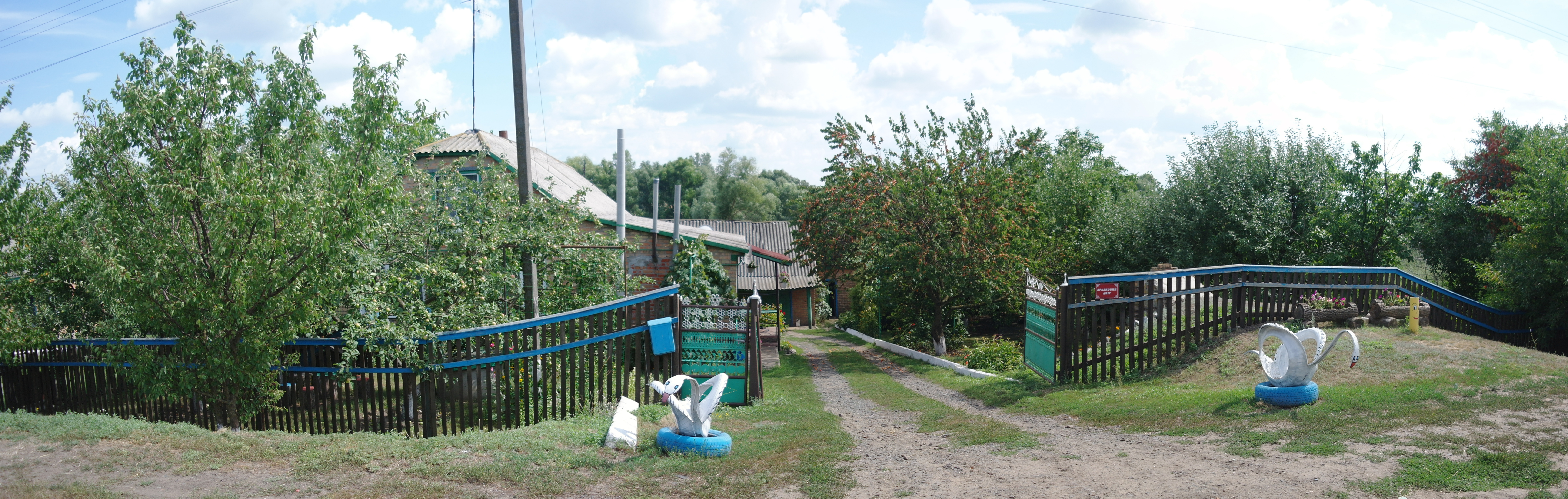
"Зразковий двір"
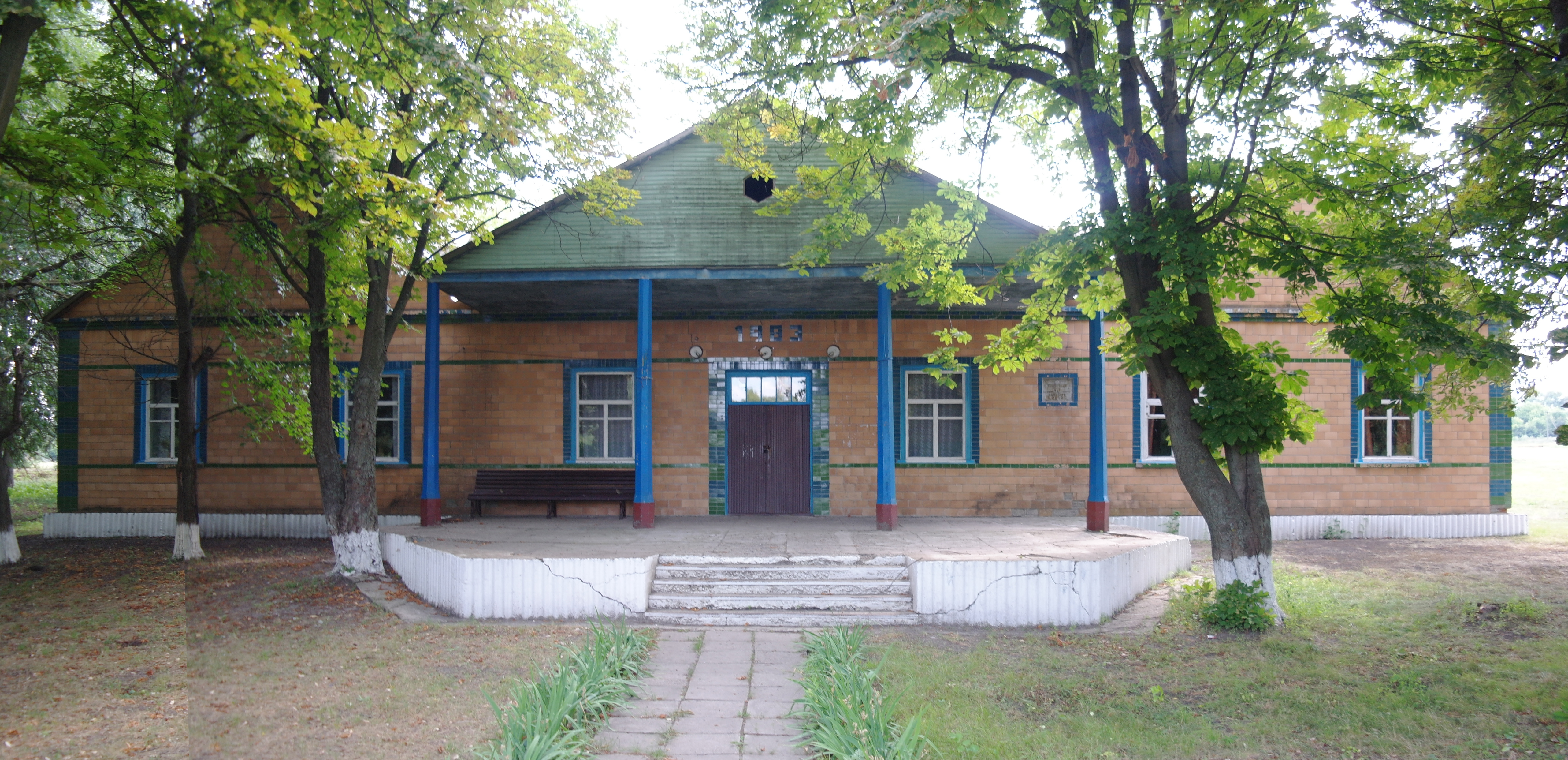
Будинок культури
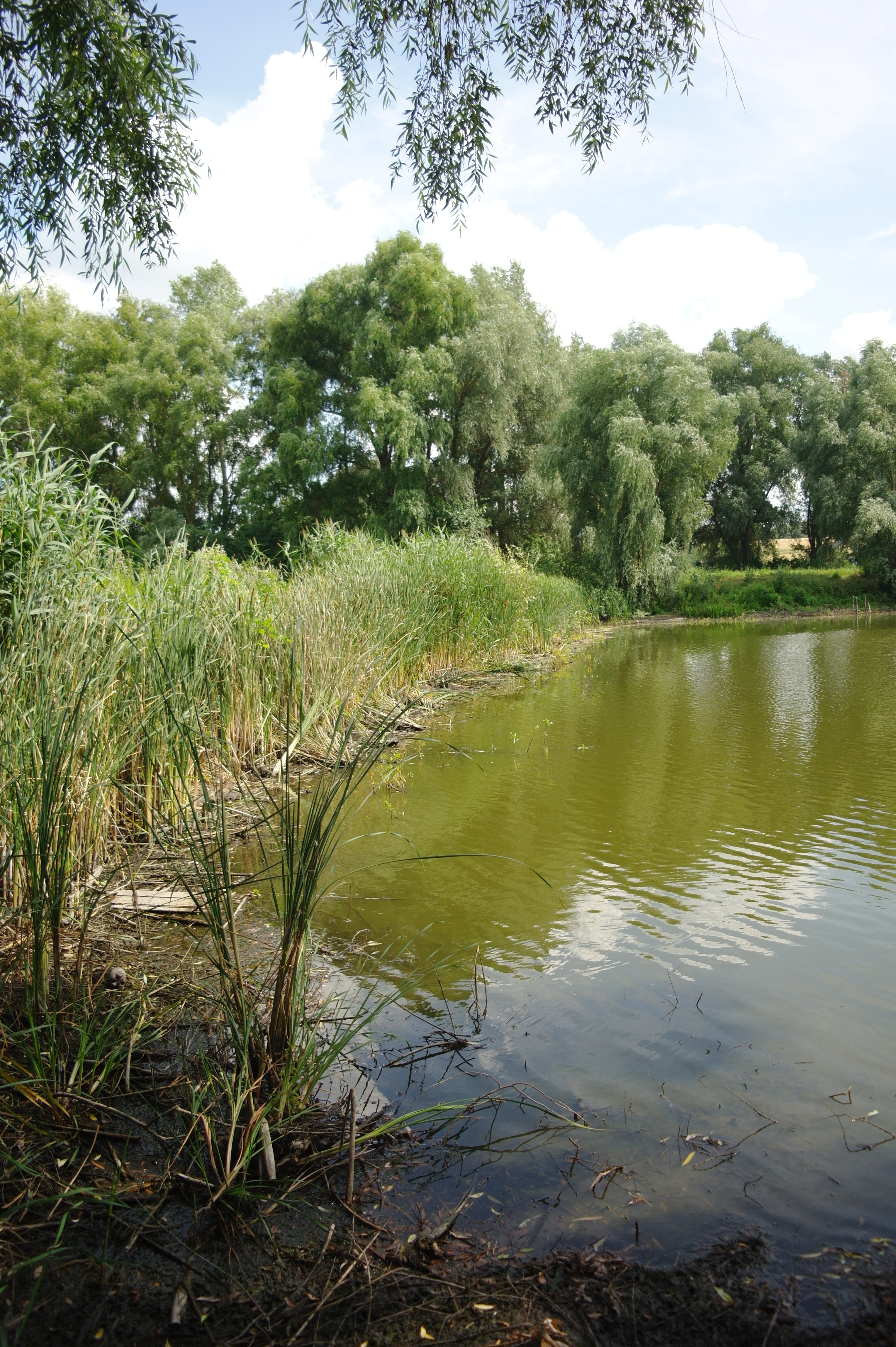
Ставок
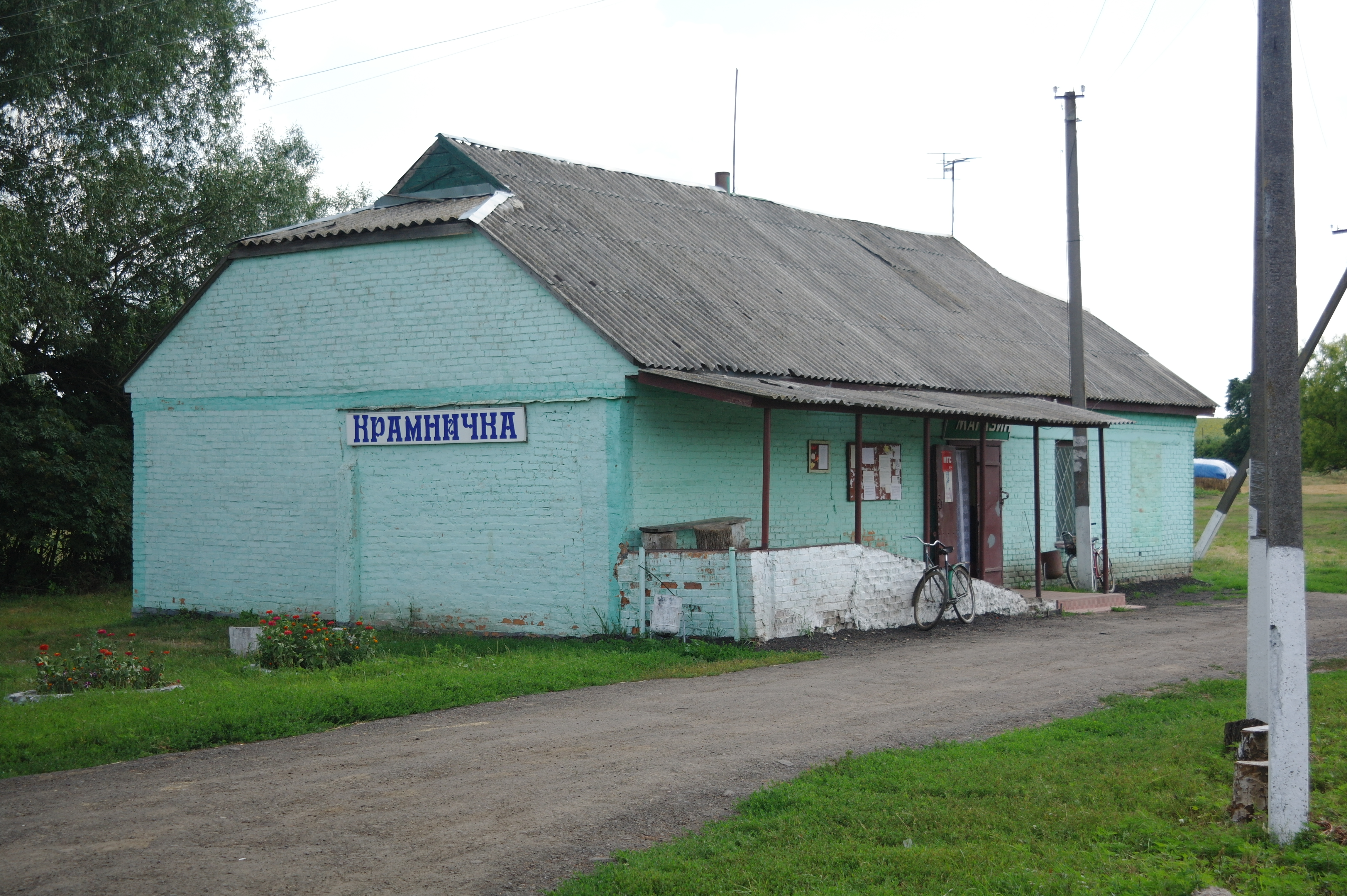
Магазин
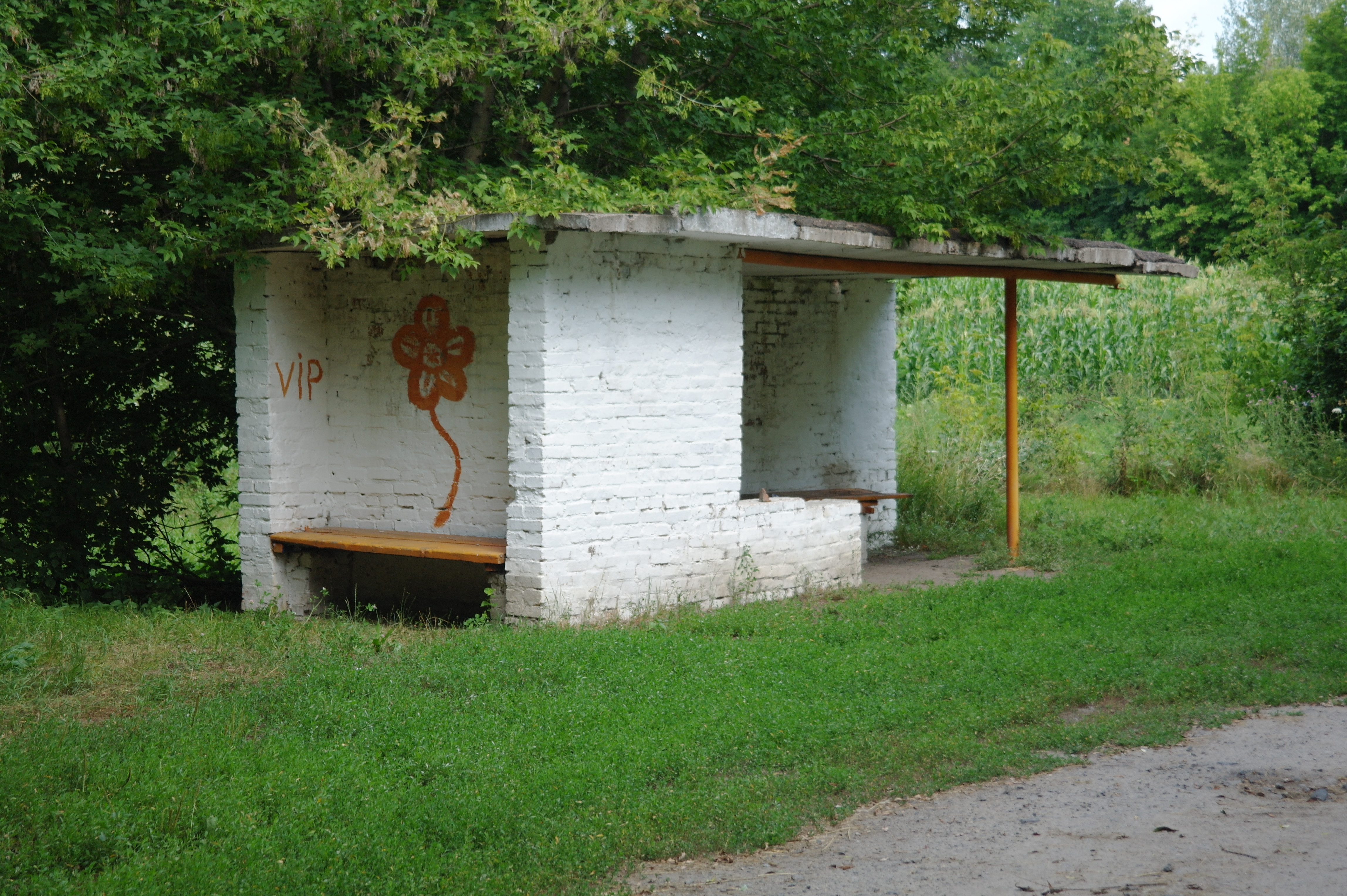
Зупинка
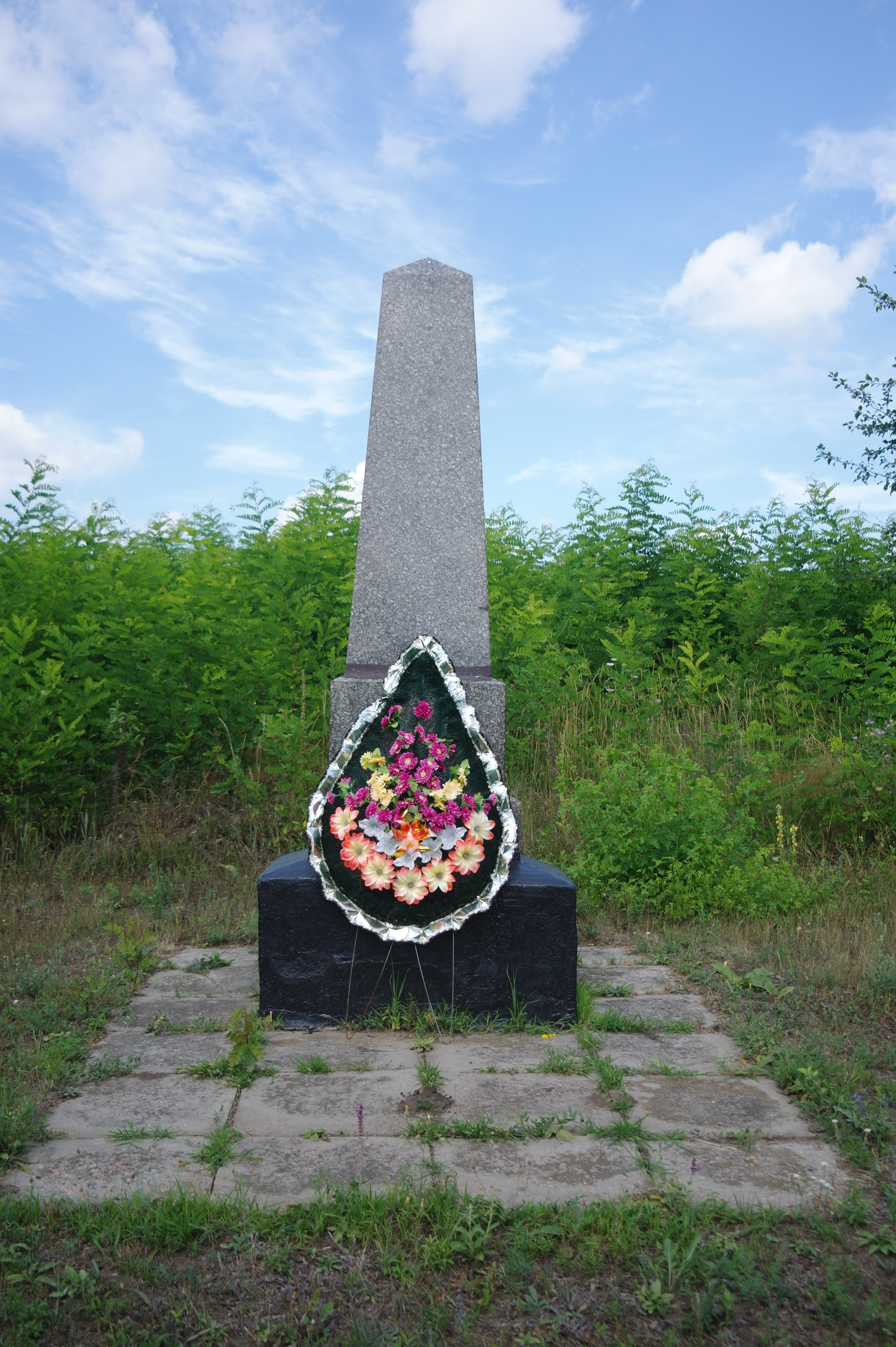
Меморіал пам'яті загиблим у ДСВ